# وحش فلاتوودز

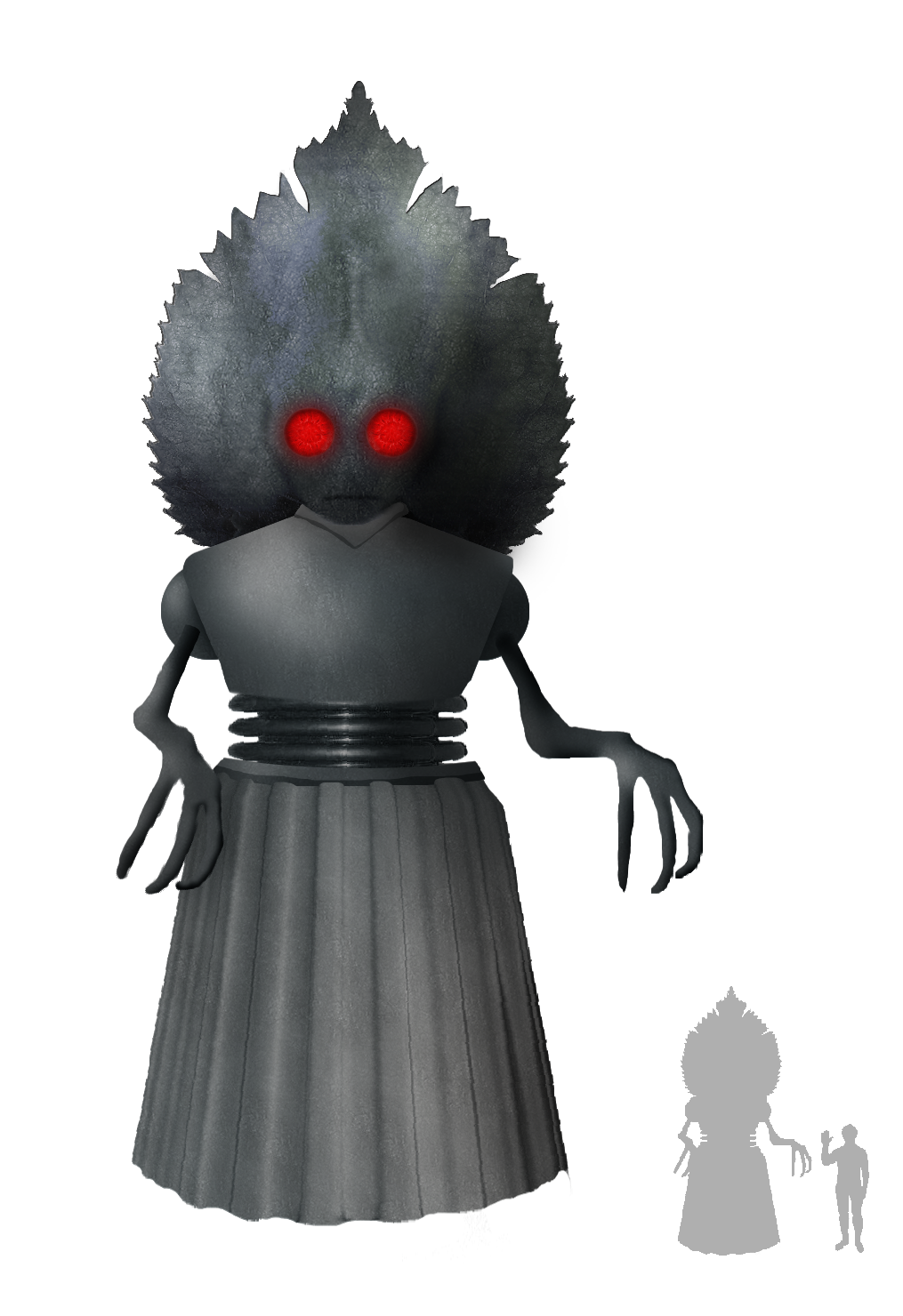
تصور فني للوحش

وحش فلاتوودز (بالإنجليزية: Flatwoods Monster)‏، المعروف أيضا باسم وحش مقاطعة براكستون أو شبح فلاتوودز، هو كائن مجهول الهوية ويزعم أنه فضائي ذكر أنه تمت مشاهدته في بلدة فلاتوودز في مقاطعة براكستون، فيرجينيا الغربية في الولايات المتحدة، وذلك يوم 12 سبتمبر 1952. تعتبر قصص المخلوق مثالا على اللقاءات القريبة من النوع الثالث (مواجهة يتواجد فيها الكائن).

## المظهر
توجد أوصاف مختلفة عن المخلوق. وتتفق معظمها على أن طوله لا يقل عن 7 أقدام (2.1 متر)، وله جسد أسود ومظلم ووجه متوهج. ويصف الشهود رأس المخلوق بأنه ممدود، على شكل معيّن، وله عيون غير بشرية. وله غطاء دائري كبير خلف الرأس. وصف جسده بأن شكله «غير إنساني» وله هيكل خارجي داكن وصف لاحقا بأنه ظل. بعض السجلات تقول أنه «بلا أذرع مرئية» بسبب سرعته الشديدة. وذكر آخرون مشاهدتهم لأذرع طويلة ومفتولة العضلات، تبرز من الجزء الأمامي من جسده، وله أصابع طويلة تشبه المخالب. كما ذكر البعض وجود كرة حمراء نابضة كبيرة تحوم فوق الوحش.

## التسلسل الزمني
في 19:15 من يوم 12 سبتمبر 1952، شاهد شقيقان هما إدوارد وفريد ماي، وصديقهما تومي هاير (أعمارهم 13 و 12 و 10 أعوام على التوالي) شيئا لامعا في السماء. وبدا أن الكائن حط على أرض المزارع المحلي بيلي فيشر. ذهب الأولاد إلى منزل آل ماي، حيث ذكروا لأمهم أنهم شاهدوا طبقا طائرا تحطم على الأرض في التلال. انطلقت السيدة ماي إلى هناك، ورافقها الأولاد الثلاثة، مع أولاد آخرين هم نيل نانلي (14) وروني شيفر (10)، مع عضو الحرس الوطني من فرجينيا الغربية يوجين ليمون، والبالغ من العمر 17 عاما، إلى مزرعة فيشر في محاولة لتحديد مكان ذاك الشيء.
جرى كلب ليمون أمامهم بعيدا وبدأ ينبح فجأة، وعاد بعد لحظات إلى المجموعة وذيله بين ساقيه. بعد المشي لحوالي ربع ميل (400 متر) وصلت المجموعة لقمة التل، حيث قالوا أنهم رأوا «كرة لهب» كبيرة نابضة على بعد حوالي 50 قدما (15 م) من موقعهم. كما أبلغوا عن رذاذ لاذع أصاب عيونهم وأنوفهم بالحرقة. ثم لاحظ ليمون ضوأين صغيرين إلى يسار الكائن، تحت شجرة البلوط المجاورة، ووجه مصباحه تجاه الضوء ليرى المخلوق، الذي أصدر فحيحا عاليا قبل أن ينطلق تجاههم، وثم غير اتجاهه واتجه نحو الضوء الأحمر. عندها هرب أفراد المجموعة وهم في حالة ذعر.
اتصلت السيدة ماي عند عودتها إلى المنزل بالمأمور المحلي روبرت كار والسيد لي ستيوارت، أحد ملاك جريدة محلية تدعى براكستون ديموكرات. أجرى ستيوارت عددا من المقابلات وعاد إلى الموقع مع ليمون وقت لاحق من تلك الليلة، حيث ذكر وجود «رائحة معدنية مقززة في المكان». قام المأمور كار ونائبه بورنيل لونغ بتفتيش المنطقة كل على حدة، ولكنهم لم يعثروا على أي أثر آخر غير الرائحة. زار ستيوارت الموقع للمرة الثانية في وقت مبكر من صباح اليوم التالي، واكتشفت أثرين ممدودين في الوحل، وكذلك آثار سائل أسود كثيف. وأفاد فورا بأنها علامات محتملة من لهبوط طبق طائر، استنادا إلى فرضية أن المنطقة لم تشهد أي حركة للسيارات لمدة سنة على الأقل. وتبين فيما بعد أن الآثار قد تعود لشاحنة شيفروليه نصف نقل موديل 1942 يملكها رجل محلي يدعى ماكس لوكارد، والذي ذهب إلى الموقع للبحث عن المخلوق قبل بضع ساعات من مجيء ستيوارت.
بعد وقوع الحدث، أتى الزوجان وليام ودونا سميث، وهما محققان مرتبطان بجمعية تحقق بالأطباق الطائرة في لوس أنجلس، وجمعا عدد من سجلات الشهود الذين زعموا أنهم شهدوا ظواهر مماثلة أو متصلة. وتضمنت هذه السجلات قصة أم وابنتها البالغة من العمر 21 عاما، والتي زعمت أنها واجهت مخلوقا له نفس المظهر والرائحة قبل أسبوع من حادثة 12 سبتمبر. وأن المواجهة أثرت على ابنتها بشدة ووضعت في مستشفى كلاركسبورج لثلاثة أسابيع. كما جمعوا شهادة من والدة يوجين ليمون، وقالت أن منزلها اهتز بعنف في وقت التحطم تقريبا، وأن الإذاعة انقطعت لمدة 45 دقيقة، وكذلك تقرير من مدير المجلس المحلي للتربية والتعليم وزعم فيه أنه رأى صحنا طائرا يقلع في الساعة 6:30 من صباح يوم 13 سبتمبر (الصباح الذي تلى مشاهدة المخلوق).

### المرض
أفاد عدد من أعضاء مجموعة 12 سبتمبر معاناتهم لأعراض متشابهة بعد أن مواجهة المخلوق، والتي استمرت لبعض الوقت، ونسبوها إلى تعرضهم للضباب المنبعث من المخلوق. وشملت الأعراض تهيج الأنف وتورم في الحلق. عانى ليمون من القيء والتشنجات طوال الليل، وأصيب بآلام مع حنجرته لعدة أسابيع بعد ذلك. وصف الطبيب الذي عالج عددا من الشهود أن أعراضهم تشبه أعراض ضحايا غاز الخردل، على أن هذه الأعراض تظهر أيضا لمن يعانون من الهستيريا، والتي قد تنجم عن التعرض لصدمة.

## التفسيرات التقليدية
قام جو نيكل من فريق لجنة التحقيق لدى جمعية البحث التشكيكي (CSI)، بدراسة القضية بعد 48 عاما على الأحداث، واستخلص في عام 2000 أن الضوء الساطع في السماء والذي أفاد به الشهود يوم 12 سبتمبر كان نيزكا على الأرجح، وأن الضوء الأحمر النابض كان على الأرجح طائرة ملاحة أو منارة إنذار، وأنه المخلوق الذي وصفه الشهود يشبه البومة. يرى نيكل أن الشهادة على الدليلين الأخيرين تأثرت بسبب القلق الذي شعر به الشهود بعد أن رؤيتهم للدليل الأول. وافق عدد من الباحثين الآخرين على نتائج نيكل، بما في ذلك محققي القوات الجوية. كما تم رفض مشاهدات الرجل العثة ومواجهة كيلي هوبكينزفيل من قبل المشككين وأنها كانت مشاهدات لبومة.

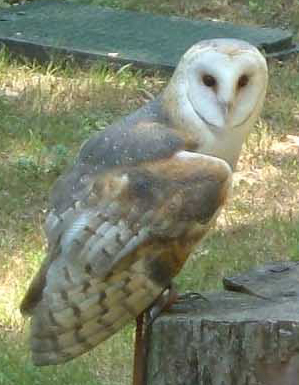
بومة حظيرة، والتي وضعت كتفسير لمشاهدات وحش فلاتوودتز

في ليلة 12 سبتمبر، والتي شوهد فيها المخلوق، تم رصد نيزك في ثلاث ولايات، ماريلاند وبنسلفانيا وفيرجينيا الغربية، وأبلغ عنها خطأ كطائرة مشتعلة تحطمت في جانب أحد التلال في إلك ريفر، حوالي 11 ميلا (18 كم) جنوب غرب موقع رؤية فلاتوودز. كما أيضا توجد ثلاث منارات حمراء للطائرات بالقرب من منطقة المشاهدة، ربما يمثل الضوء الأحمر النابض الذي رآه الشهود والون الأحمر على وجه مخلوق.
رأى نيكل أن شكل وحركة وصوت الشيء كما أفاد الشهود كانت متسقة أيضا مع شكل وحركة وصوت بومة حظيرة خائفة تقف على فرع شجرة، ما أشار للباحثين أن أوراق الشجر تحت البومة قد خلقت الوهم بوجود أجزاء المخلوق السفلية (وصفت بأنها تنورة خضراء مطوية). وخلص الباحثون أيضا إلى أن عدم قدرة الشهود على الاتفاق على ما إذا كان للمخلوق أذرع، مع تقرير كاثلين ماي بوجود «يدين صغيرتين مثل المخالب تمتد أمامه»، تقابل وصف بومة الحظيرة تجلس على فرع شجرة. ومع ذلك، فقد سأل البعض لماذا يرى الشهود البومة، حتى بعد تسليط الكشاف مباشرة نحوه. وفسر العديد من الباحثين هذا أن حركة المخلوق يمكن أن تعزى إلى الهستيريا والتوتر بين الشهود.
طرحت وسائل الإعلام المحلية تفسيرات بديلة: إن مجموعة 12 سبتمبر شاهدت اصطدام النيزك الذي أدى إلى سحابة على شكل رجل بخاري، ؛ وأنهم رأوا طائرات حكومية سرية.

## في الثقافة الشعبية
هناك مهرجان يقام في فلاتوودز كل عام للاحتفال بـ «الوحش الأخضر». يستمر المهرجان لثلاثة أيام في عطلة نهاية الأسبوع من الموسيقى الحية، ومتحف الوحش الأخضر ورحلات إلى الموقع المشاهدة الأصلي. (آخر سنة أقيم فيها المهرجان كان في عام 2006).
يظهر مخلوق يشبه وحش فلاتوودز كخصم نهائي في لعبة الفيديو أماغون على نيس من العام 1988 وخصم المرحلة الثانية من لعبة الفيديو سبيس هارير 2. من شخصيات ألعاب الفيديو الأخرى ذات المظهر المماثل، شخصية «غيمي» في لعبة وي يو بعنوان واندرفول 101، والفضائيون المشار إليهم باسم «هم» في أسطورة زيلدا: قناع ماجورا، والخصم الفضائي في تامبلبوب، وهايوكونتون في وايلد أرمز،  والأعداء في مستوى لاس فيغاس من لعبة نينجا بيسبول باتمان. وتظهر نسخة من الوحش في سلسلة ألعاب سكريبلنوتس.

## وصلات خارجية
- Here There Be Monsters - Saturday Night Uforia
- Investigative Files: The Flatwoods UFO Monster - Skeptical Inquirer